# 九岩駅
九岩駅（クアムえき）は、大韓民国大田広域市儒城区にある大田広域市都市鉄道公社1号線の駅。駅番号は117。

## 歴史
- 2007年4月17日 - 1号線政府庁舎駅 - 盤石駅間延伸に伴い開業。

## 駅構造
相対式ホーム2面2線の地下駅。
のりば
| 上り | ●1号線 | 板岩方面 |
| 下り | ●1号線 | 盤石方面 |

## 駅周辺
- 儒城市外バスターミナル
- 儒城高速バスターミナル
- 儒城市場
- 儒城区保健所

## 隣の駅
大田広域市都市鉄道公社
●1号線
儒城温泉駅 (116) - 九岩駅 (117) - 顕忠院駅 (118)